# Большой Сар-Гобо
Большой Сар-Гобо — река (падь) в Республике Алтай России. Устье реки находится в 15 км по правому берегу реки Уландрык. Длина реки составляет 13 км. 

## Данные водного реестра
По данным государственного водного реестра России относится к Верхнеобскому бассейновому округу, водохозяйственный участок реки — Катунь, речной подбассейн реки — Бия и Катунь. Речной бассейн реки — (Верхняя) Обь до впадения Иртыша.